# 溫基約龍屬
溫基約龍屬（學名：Unquillosaurus），或譯烏奎洛龍，是手盜龍類恐龍的一屬，化石發現於阿根廷的上白堊紀地層。雖然牠們化石只有一根恥骨，但估計牠身長達2-3公尺。
溫基約龍的模式種木棉溫基約龍（U. ceibalii）是由Powell在1979年描述、命名。屬名是以鄰近的Unquillo河流為名；屬名則是以El Ceibal城鎮為名。
正模標本（編號PVL 3670-11）發現於Los Blanquitos組地層，地質年代相當於坎潘階。正模標本是一個左恥骨，長度為54.4公分。在2004年，費爾南多·諾瓦斯及Agnolin重新研究後，發現恥骨被錯誤放置，方向應該是朝後。
溫基約龍最初被歸類於肉食龍下目。在2004年，諾瓦斯及Agnolin修正恥骨的方向錯誤後，提出溫基約龍屬於手盜龍類、或至少在手盜龍形類的範圍，並是鳥翼類或阿瓦拉慈龍科的近親；甚至有可能是鳥類演化支「Metornithes」的原始物種。在2006年，諾瓦斯提出溫基約龍可能是屬於馳龍科。